# Arenaria ferruginea
Arenaria ferruginea är en nejlikväxtart som beskrevs av John Firminger Duthie och Williams. Arenaria ferruginea ingår i släktet narvar, och familjen nejlikväxter. Inga underarter finns listade i Catalogue of Life.